# Itaco Nardulli
Itaco Nardulli (* 14. September 1974 in Rom; † 26. August 1991 auf Sardinien) war ein italienischer Schauspieler, der als Kinderdarsteller in mehreren Fernsehserien und Filmen spielte.

## Leben
Nardulli hatte die Hauptrolle in der siebenteiligen Serie Der Schatz im All. Er ertrank wenige Tage vor seinem 17. Geburtstag bei einem Badeunfall; vermutlich hatte er versucht, unter Wasser zu lange die Luft anzuhalten.
Die Schauspielerin Cariddi Nardulli ist seine Schwester.

## Filmografie
- 1980: Leinen los, wir saufen ab (Mi faccio la barca)
- 1982: Casa di bambola (TV)
- 1982: Identifikation einer Frau (Identificazione di una donna)
- 1983: Benedetta e Company
- 1983: Im Wendekreis des Kreuzes (The Scarlet and the Black) (Fernsehfilm)
- 1984: Aeroporto Internazionale, Episode Meeting Point
- 1984: L’angelo custode
- 1985: Mio figlio non sa leggere (TV)
- 1987: Der Schatz im All (L’isola del tesoro) (Fernseh-Miniserie)
- 1988: Das Geheimnis der Sahara (Il segreto del Sahara) (TV)

## Weblink
- Itaco Nardulli bei IMDb